# Rhacophorus robertingeri
Espèce
Rhacophorus robertingeri est une espèce d'amphibiens de la famille des Rhacophoridae.

## Répartition
Cette espèce est endémique du Viêt Nam. Elle se rencontre dans la cordillère annamitique dans les provinces de Thừa Thiên-Huế, de Quảng Nam, de Kon Tum, de Gia Lai et dans la municipalité de Đà Nẵng.

## Étymologie
Cette espèce est nommée en l'honneur de Robert Frederick Inger.

## Publication originale
- Orlov, Poyarkov, Vassilieva, Ananjeva, Nguyen, Sang & Geissler, 2012 : Taxonomic Notes on Rhacophorid Frogs (Rhacophorinae: Rhacophoridae: Anura) of Southern Part of Annamite Mountains (Truong Son, Vietnam), with Description of Three New Species. Russian Journal of Herpetology, vol. 19, no 1, p. 23-64.